# Nikki Chapple
Nikki Chapple (nascida em 1981) é uma atleta australiana de meio-fundo e fundo que venceu provas nos 10.000 metros e na maratona.
Em 12 de dezembro de 2013, em Melbourne, ela ganhou os 10.000 metros do Campeonato Australiano de Atletismo feminino de 2013–14 com um tempo de 32 minutos e 56,22 segundos.
Em 12 de outubro de 2014 ela venceu o evento feminino da Maratona de Melbourne com o tempo de 2 horas 31 minutos e 05 segundos.